# JC International Airlines
JC International Airlines Co., Ltd (Khmer: ជេសុី អុិនធើណេសិនណល អ៊ែរឡាញ), era una compagnia aerea della Cambogia con sede a Phnom Penh fondata nel 2014 che ha operato dal 2017 al 2023.

## Storia
JC International Airlines venne fondata il 6 giugno 2014 dal Yunnan Jingcheng Group Co,.Ltd., con un capitale sociale iniziale di $ 50 milioni, a fronte di un investimento totale di circa $ 1 miliardo. La compagnia ricevette l'approvazione principale dal governo cambogiano il 14 ottobre 2014. JC International Airlines effettuò il suo volo inaugurale il 17 marzo 2017.
JC International Airlines, nei suoi anni di operazioni, ebbe in flotta 5 Airbus A320-200. Il piano di espansione della compagnia prevedeva una flotta di 30 Airbus A320 entro il 2025, tuttavia già nell'ultimo anni di attività, la compagnia operò esclusivamente con un aeromobile.
Il 28 febbraio 2023 la compagnie interruppe le attività di volo.

## Destinazioni
JC International Airlines, a settembre 2022, serve solamente una destinazione.

## Flotta
A dicembre 2022, la flotta di JC International Airlines era composta dai seguenti aeromobili: